# 劉家秀
劉家秀（1983年12月6日—）為臺灣籃球教練、前運動員，生於高雄市，1999年自七賢國中畢業後北上進入與電信女籃有建教合作的南山高中就讀，隔年轉學到海山高中，高二正式加入電信女籃競逐甲組賽事。第6季WSBL劉家秀加入新軍球隊艾柏斯女籃。2014年9月劉家秀與楊敬敏結婚，兩人育有兩子。2022年9月劉家秀出任南山高中女籃助理教練。

## 外部連結
- 劉家秀在archive.fiba.com（archived）（英语）
- 劉家秀在Eurobasket.com（球員）（英语）